# 鮎喰站
鮎喰站（日语：／ Akui eki */?）是一位於日本德島縣德島市南島田町，隸屬於四國旅客鐵道（JR四國）的鐵路車站，車站編號為B03。本站只停靠普通列車。

## 車站結構
本站為第二代車站，第一代車站於1934年9月20日開業，當時正正位處於現時鮎喰町的西側，但7年後因戰爭原因，一些重要性不太高的車站被勒令廢站，鮎喰站為其中之一。
及後於1986年10月1日，隨著德島市的近郊區域人口增加而重新設立，但位置則與第一代的車站有所不同。第二代車站所使用的是簡易車站模式，月台興建在基堤上，並沒有設有任何站舍建築，只是在通往月台的樓梯底層，配置了自動售票機的小屋。沿樓梯直上，便到達向藏本方向的月台末端。
本站採用側式月台1個，有效長度為4輛。月台上只設有上蓋的開放式候車亭，位於樓梯位旁，並設有數張座椅供候車之用。列車不能在此站交換，靠站時，往鴨島方向為右側上落；往德島方向為左側上落。
上行列車除了早上最初的三個班次能直通至牟岐線外，其他班次皆只能到達德島站。

### 月台配置
| 路線    | 方向     | 目的地                                  |
| ------- | -------- | --------------------------------------- |
| ■德島線 | （下行） | 阿波川島、穴吹、阿波池田方向            |
| ■德島線 | （上行） | 德島、直通■牟岐線至阿南、桑野、海部方向 |

## 歷史
- 1934年9月20日：第一代車站開業。:
- 1941年8月10日：停止營業。:
- 1986年11月1日：重新開業，為臨時站，位置與第一代有所不同。:
- 1987年4月1日: 日本國鐵分割民營化，車站的營運由JR四國繼承，同時昇格為正式車站。

## 利用狀況
| 乗車人員推移 | 乗車人員推移 |
| 年度         | 1日平均人數  |
| ------------ | ------------ |
| 1995         | 82           |
| 1996         | 98           |
| 1997         | 158          |
| 1998         | 180          |
| 1999         | 176          |
| 2000         | 168          |
| 2001         | 171          |
| 2002         | 161          |
| 2003         | 166          |
| 2004         | 170          |
| 2005         | 158          |
| 2006         | 164          |
| 2007         | 178          |
| 2008         | 167          |
| 2009         | 161          |
| 2010         | 168          |

## 相鄰車站
四國旅客鐵道（JR四國）
■德島線
藏本（B02）－鮎喰（B03）－府中（B04）